# Arrondissement de Lens
O Arrondissement de Lens é uma divisão administrativa francesa, localizada no departamento de Pas-de-Calais e a região Norte-Passo de Calais-Picardia.
Criado em 1962, na sequência de uma divisão com o arrondissement de Béthune, o arrondissement de Lens é o mais recente do Pas-de-Calais. 
Composto por 9 cantões, com 43 comunas, o arrondissement é o mais populoso do departamento apesar do tamanho pequeno.

## Composição

### Composição do arrondissement depois de 2015
Depois de 2015, o arrondissement de Lens tem 43 comunas agrupados em 9 cantões (Avion, Bully-les-Mines, Carvin, Harnes, Hénin-Beaumont 1, Hénin-Beaumont 2, Lens, Nœux-les-Mines et Wingles) : 
- Avion, que agrupa 3 das 4 comunas :
  - Avion, Méricourt e Sallaumines ;
  - Acheville pertencente ao arrondissement de Arras;
- Bully-les-Mines, que agrupa 8 das 12 comunas :
  - Aix-Noulette, Angres, Bouvigny-Boyeffles, Bully-les-Mines, Gouy-Servins, Mazingarbe, Sains-en-Gohelle e Servins ;
  - Ablain-Saint-Nazaire, Carency, Souchez et Villers-au-Bois pertencente ao arrondissement de Arras;
- Carvin, que agrupa 3 comunas :
  - Carvin, Courrières e Libercourt ;
- Harnes, que agrupa 5 das 6 comunas :
  - Billy-Montigny, Fouquières-lès-Lens, Harnes, Noyelles-sous-Lens e Rouvroy ;
  - Bois-Bernard pertencente ao arrondissement de Arras;
- Hénin-Beaumont 1, que agrupa 3 comunas + fração Hénin-Beaumont :
  - Dourges, Montigny-en-Gohelle et Oignies ;
  - Fração Hénin-Beaumont-1;
- Hénin-Beaumont 2, que agrupa 5 comunas + fração de Hénin-Beaumont 2 : 
  - Courcelles-lès-Lens, Drocourt, Évin-Malmaison, Leforest et Noyelles-Godault ;
  - Fração Hénin-Beaumont-2;
- Lens, que agrupa 3 comunas :
  - Annay, Lens e Loison-sous-Lens ;
- Nœux-les-Mines, que agrupa 1 das 12 comunas :
  - Hersin-Coupigny ;
  - Barlin, Drouvin-le-Marais, Fouquereuil, Fouquières-lès-Béthune, Gosnay, Haillicourt, Hesdigneul-lès-Béthune, Houchin, Labourse, Nœux-les-Mines, Ruitz e Vaudricourt pertencente ao arrondissement de Béthune ;
- Wingles, que agrupa 9 comunas :
  - Bénifontaine, Estevelles, Grenay, Hulluch, Loos-en-Gohelle, Meurchin, Pont-à-Vendin, Vendin-le-Vieil e Wingles ;

### Composição do arrondissement de 2007 a 2015
Com a única exceção de Hersin-Coupigny anexada à comunidade de aglomeração do Artois (ArtoisComm.), todas as comunas do arrondissement de Lens pertencem a uma ou outra das duas comunidades de aglomeração de Lens-Liévin (Communaupole) ou de Hénin-Carvin. Estas incluem também oito comunas do arrondissement d'Arras com o cantão de Vimy.
Entre 2007 e 2015, o arrondissement de Lens contou com 43 comunas agrupadas em 17 cantões (cantão de Avion - cantão de Bully-les-Mines - cantão de Carvin - cantão de Courrières - cantão de Harnes - cantão de Hénin-Beaumont - cantão de Leforest - cantão de Lens-Est - cantão de Lens-Nord-Est - cantão de Lens-Nord-Ouest - cantão de Liévin-Nord - cantão de Liévin-Sud - cantão de Montigny-en-Gohelle - cantão de Noyelles-sous-Lens - Canton de Rouvroy  - cantão de Sains-en-Gohelle - cantão de Wingles) : 

## História
O arrondissement de Lens faz parte do Artois histórico. Foi criado em 1962 de uma parte do arrondissement de Béthune. Seu primeiro subprefeito foi Jean Souvraz.
Seguindo a ordem do prefeito da região de 18 de Outubro de 2006, em 1 de janeiro de 2007, os cantões de Avion e de Rouvroy, anteriormente ligados ao arrondissement de Arras, são ligados a ele.